# Sarah Mullally

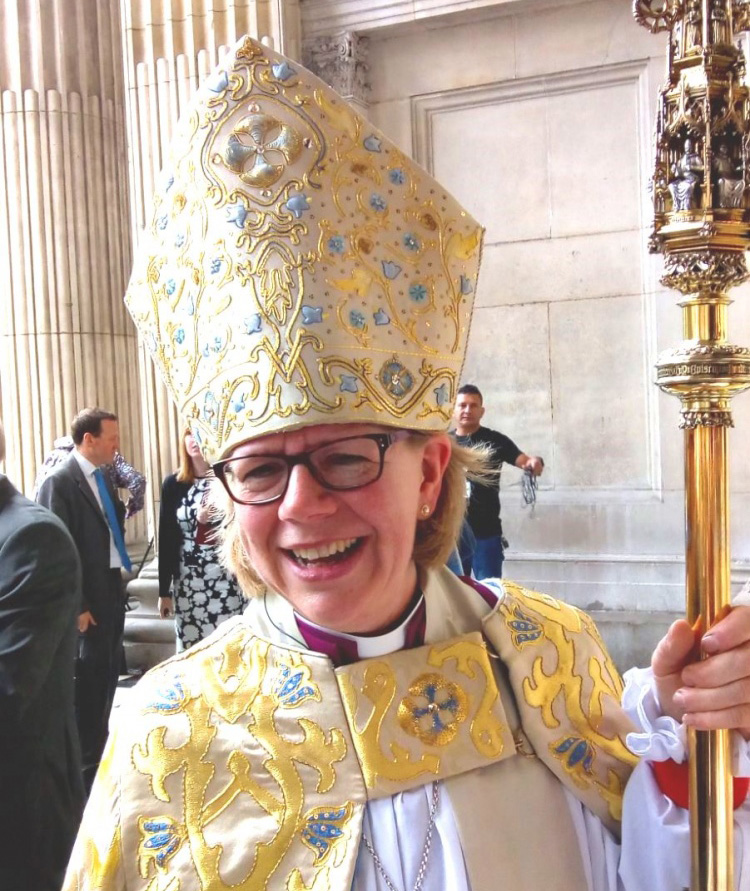
Sarah Mullally nach ihrer Einführung als Bischöfin von London 2018

Dame Sarah Elisabeth Mullally DBE (geborene Bowser, * 26. März 1962) ist eine britische anglikanische Bischöfin. Im Dezember 2017 wurde sie als Nachfolgerin des emeritierten Bischofs Richard Chartres zur Bischöfin der Diözese London in der Church of England ernannt.

## Leben
Sarah Mullally ist die Tochter von Michael und Ann Bowser. Sie besuchte die Winston Churchill Comprehensive School in Woking und absolvierte an der Nightingale School of Nursing und der London South Bank University eine Ausbildung zur Krankenpflege. Sie arbeitete unter anderem am St Thomas’ Hospital. Weitere Stationen ihrer beruflichen Arbeit waren das Royal Marsden Hospital und das Westminster Hospital. 1999 wurde sie zur Chief Nursing Officer and Director of Patient Experience for England im Gesundheitsministerium des Vereinigten Königreiches ernannt.
2001 wurde Sarah Mullally zur anglikanischen Diakonin und 2002 zur anglikanischen Priesterin geweiht. Sie gab ihr Amt als Chief Nursing Officer 2004 auf und arbeitete in verschiedenen Gemeinden im Raum London. Von 2012 bis 2015 gehörte sie dem Domkapitel der Kathedrale von Salisbury an. Am 22. Juli 2015 wurde sie von Erzbischof Justin Welby zur Suffraganbischöfin von Crediton in der Diözese Exeter geweiht. Seit 1987 ist sie mit Eamonn Mullally verheiratet und hat mit ihm zwei Kinder.
Nach ihrer Ernennung zur Bischöfin von London wurde sie am 14. März 2018 Mitglied des Privy Council. Am 10. April 2018 wurde sie als geistlicher Lord ins House of Lords aufgenommen.
Ihre offizielle Amtseinführung als Bischöfin in der St Paul’s Cathedral fand am 12. Mai 2018 statt.

## Orden und Ehrenzeichen
- 2005: Dame Commander des Order of the British Empire (DBE)
- 2022: Ehrendompredigerin am Berliner Dom
- Ehrendoktorwürden der University of Hertfordshire, der University of Wolverhampton und der Bournemouth University[8]